# Serrasalmus nigricauda
Serrasalmus nigricauda es una especie de peces Characiformes de la familia Characidae.

## Taxonomía
Esta especie fue descrita originalmente en el año 1861 por el zoólogo alemán, nacionalizado argentino, Carlos Germán Conrado Burmeister.

## Distribución geográfica
Habita en el centro-este de Sudamérica, en la cuenca del Plata, sobre el río Paraná medio, en el nordeste de la Argentina, cerca de la ciudad de Rosario, provincia de Santa Fe.

## Descripción
Tanto en tamaño, aspecto y patrón de coloración se parece a Serrasalmus marginatus, pero la aleta anal es unicolor, sin el borde rojo y negro; sí la aleta caudal dispone de una banda negra en su comienzo. 